# منصور بوتابوت
منصور بوتابوت (عربی: منصور بوتابوت؛ زادهٔ ۲۰ سپتامبر ۱۹۷۸) بازیکن فوتبال اهل الجزایر بود.
از باشگاه‌هایی که در آن بازی کرده‌است می‌توان به باشگاه فوتبال آنژه، باشگاه فوتبال لو مان، و باشگاه فوتبال سدان اشاره کرد.
وی همچنین در تیم ملی فوتبال الجزایر بازی کرده‌است.